# تپه خارزار
تپه خارزار در شهرستان شوشتر، روستای مهدی‌آباد واقع شده و این اثر در تاریخ ۵ آذر ۱۳۸۰ با شمارهٔ ثبت ۴۲۹۶ به‌عنوان یکی از آثار ملی ایران به ثبت رسیده است.